# المصنعة (الشعر)

تعديل مصدري - تعديل

المصنعة محلة تابعة لقرية سطيح، التابعة لعزلة القابل الاسفل بمديرية الشعر إحدى مديريات محافظة إب في الجمهورية اليمنية، بلغ تعداد سكانها 29 حسب تعداد اليمن لعام 2004.